# Габонско-чилийские отношения
Габонско-чилийские отношения — двусторонние дипломатические отношения между Габонской Республикой и Республикой Чили.

## Общая характеристика стран
|                                         | Габон                 | Чили                  |
| --------------------------------------- | --------------------- | --------------------- |
| Площадь (км²)                           | 267 667               | 756 096               |
| Столица                                 | Либревиль             | Сантьяго              |
| Население (чел.)                        | 2 233 000             | 19 680 000            |
| Государственное устройство              | унитарное государство | унитарное государство |
| Объём ВВП (номинал) (млрд долл.)        | 15,519                | 257,460               |
| Численность вооружённых сил (чел.)      | 4700                  | 77 200                |
| Военный бюджет (млрд. долл.)            | 0,267                 | 4                     |
| Добыча нефти (млн т/год)                | 10,4                  | —                     |
| Производство электроэнергии (тВт·ч/год) | 2,614                 | 84,3                  |

## История
Дипломатические отношения между странами были установлены в сентябре 1978 года.
В 1984 году был назначен посол Чили в Либревиле. Он занимал свой пост до 1989 года. Больше послов Чили в Габоне не назначалось.

## Дипломатические представительства
Посольство Габона в Федеративной Республике Бразилия также аккредитировано в Чили, также как и посольство Чили в Бразилии аккредитировано, в том числе, и в Габоне.